# 索科拉茨城堡

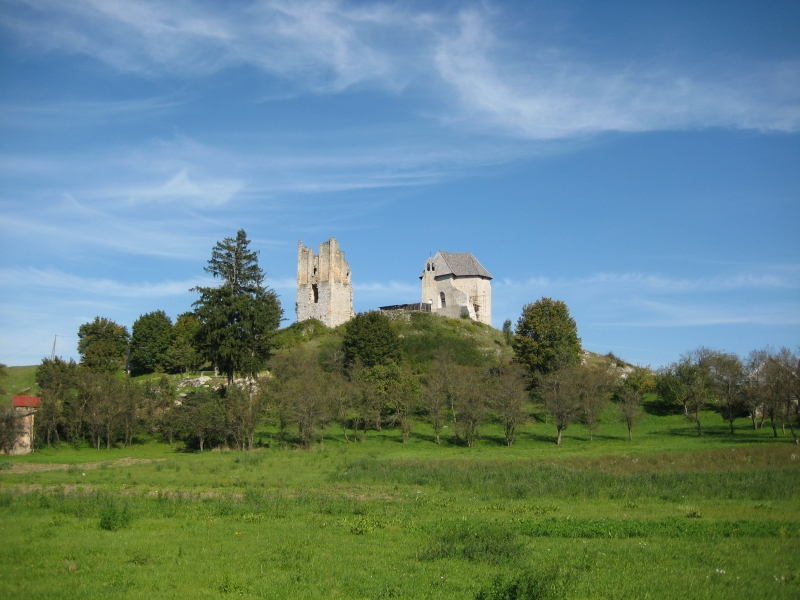
索科拉茨城堡

索科拉茨城堡是位於克羅埃西亞城鎮布林涅的一座城堡。這座城堡也出現在布林涅的鎮徽上。索科拉茨城堡的歷史可以追溯至中世紀，進入城堡之後又一座三層高的塔樓，其外形在中歐十分獨特。 

## 外部連結
维基共享资源上的相關多媒體資源：索科拉茨城堡